# Eliza Dąbrowska-Prot
Eliza Irena Dąbrowska-Prot (ur. 15 września 1930 w Warszawie) – polska entomolog.

## Życiorys
W 1955 ukończyła studia na Uniwersytecie Warszawskim, w 1964 doktoryzowała się na Uniwersytecie Mikołaja Kopernika. W 1977 została wybrana na czteroletnią kadencję do Zarządu oddziału warszawskiego Polskiego Towarzystwa Entomologicznego, w 1978 została docentem w Instytucie Ekologii Polskiej Akademii Nauk. W latach 1989–1991 zasiadała w Sądzie Polubownym i przewodniczyła Komisji Rewizyjnej Zarządu Głównego Polskiego Towarzystwa Entomologicznego, w 1992 została profesorem. W latach 1991–1993 przewodniczyła Sekcji Ekologii Ochrony Środowiska i Leśnictwa Komitetu Badań Naukowych, od 1993 do 1997 była członkiem Komisji Ekologii PAN. Zasiadała w radzie redakcyjnej Wiadomości Ekologicznych, od 1991 do 1996 była Zastępcą Redaktora Polish Ecological Studies, była też członkiem dwóch Rad Naukowych placówek PAN. 

## Praca naukowa
Przedmiotem zainteresowań naukowych Elizy Dąbrowskiej-Prot była ekologia Culicidae i Chloropidae, struktura ich zgrupowań i funkcjonowanie w krajobrazach naturalnych i antropogenicznych. Badała funkcjonowanie układu drapieżca-ofiara na przykładzie pająków i komarów, interesował ją wpływ struktury krajobrazów rolniczych na zespoły Diptera. Opracowała charakterystykę zespołów Diptera na terenach różnie gospodarczo użytkowanych, przeprowadziła ocenę ekologicznej roli zespołów Culicidae w ekosystemach wodnych i lądowych. Badała etapy przekształcania się zespołów Diptera w związku z narastającą presją przemysłową na środowisko, oceniała znaczenie wybranych struktur krajobrazu dla funkcjonowania Diptera. 
Dorobek naukowy obejmuje 168 publikacji, w tym 78 oryginalnych prac naukowych. 

## Nagrody i odznaczenia
- Nagroda i Wyróżnienie II Wydziału PAN;
- Złota Odznaka Związku Nauczycielstwa Polskiego.